# Rape of the Earth
Albums de Patrick Rondat
Just For Fun Amphibia
Rape Of The Earth est le deuxième album de Patrick Rondat. Celui-ci est inspiré, au moins en partie, par l'engagement écologiste du guitariste.
Les morceaux présents ici sont en règle générale plus longs que sur l'album Just For Fun et laissent apparaître des influences progressives, influences qui prendront plus d'importance encore dans Amphibia.
Comme Just For Fun, cet album a été réédité plusieurs fois. Tout d'abord deux ans après sa sortie, en 1993, une édition limitée comprenant une version live de Nuages et un autocollant de Jean-Michel Jarre est parue. Elle témoigne de la collaboration de Patrick Rondat à l'album Chronologie de Jean-Michel Jarre et à la tournée Europe en concert qui s'est ensuivie. Cette version, tout comme la version originale de 1991, est quasiment introuvable de nos jours.
C'est en 2002 que Patrick Rondat a souhaité remettre cet album sur le devant de la scène, avec un son entièrement remasterisé sous sa direction. Le nouveau livret a eu droit aux mêmes soins que celui de Just For Fun, avec l'ajout de commentaires de Patrick Rondat, de photos et d'exercices de guitare. Deux morceaux tirés de la première démo de Rondat (The Day After et Danger Zone) ont été ajoutés, ainsi qu'une piste CD-ROM tirée de la vidéo pédagogique Vélocité et virtuosité à la guitare. Cette version, parue le 15 janvier 2002 sur le label français NTS et distribuée par Wagram Music (CD 3072262), est la seule disponible à l'heure actuelle.

## Liste des titres
| No | Titre                   | Musique                                        | Durée |
| -- | ----------------------- | ---------------------------------------------- | ----- |
| 1. | Ultimate Dreams         | Patrick Rondat, Pascal Mulot, Namour et Milano | 4:49  |
| 2. | Mindscape               | Patrick Rondat                                 | 4:50  |
| 3. | Barbarians at the Gates | Patrick Rondat                                 | 7:55  |
| 4. | The Last Whale          | Patrick Rondat                                 | 7:31  |
| 5. | Burn Out                | Patrick Rondat                                 | 6:47  |
| 6. | Nuages                  | Django Reinhardt                               | 6:25  |
| 7. | Rape of the Earth       | Patrick Rondat                                 | 4:44  |
| 8. | Visions                 | Patrick Rondat                                 | 6:03  |
| 9. | World of Silence        | Patrick Rondat                                 | 6:19  |

## Musiciens
- Patrick Rondat : guitares
- Pascal Mulot  : basse
- Christian Namour : batterie